# Дзялинські

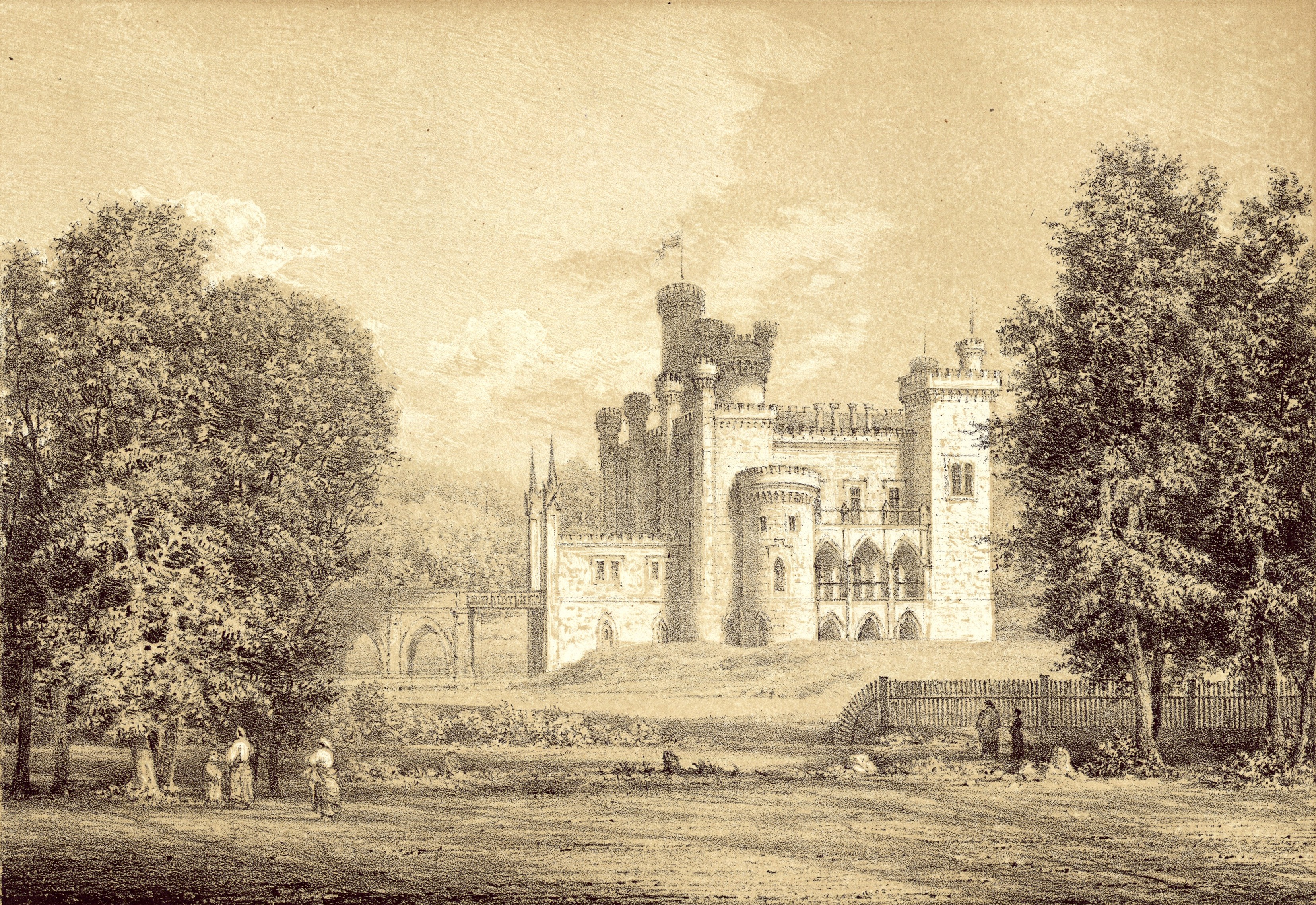
Наполеон Орда, Замок Дзялинських в Курніку

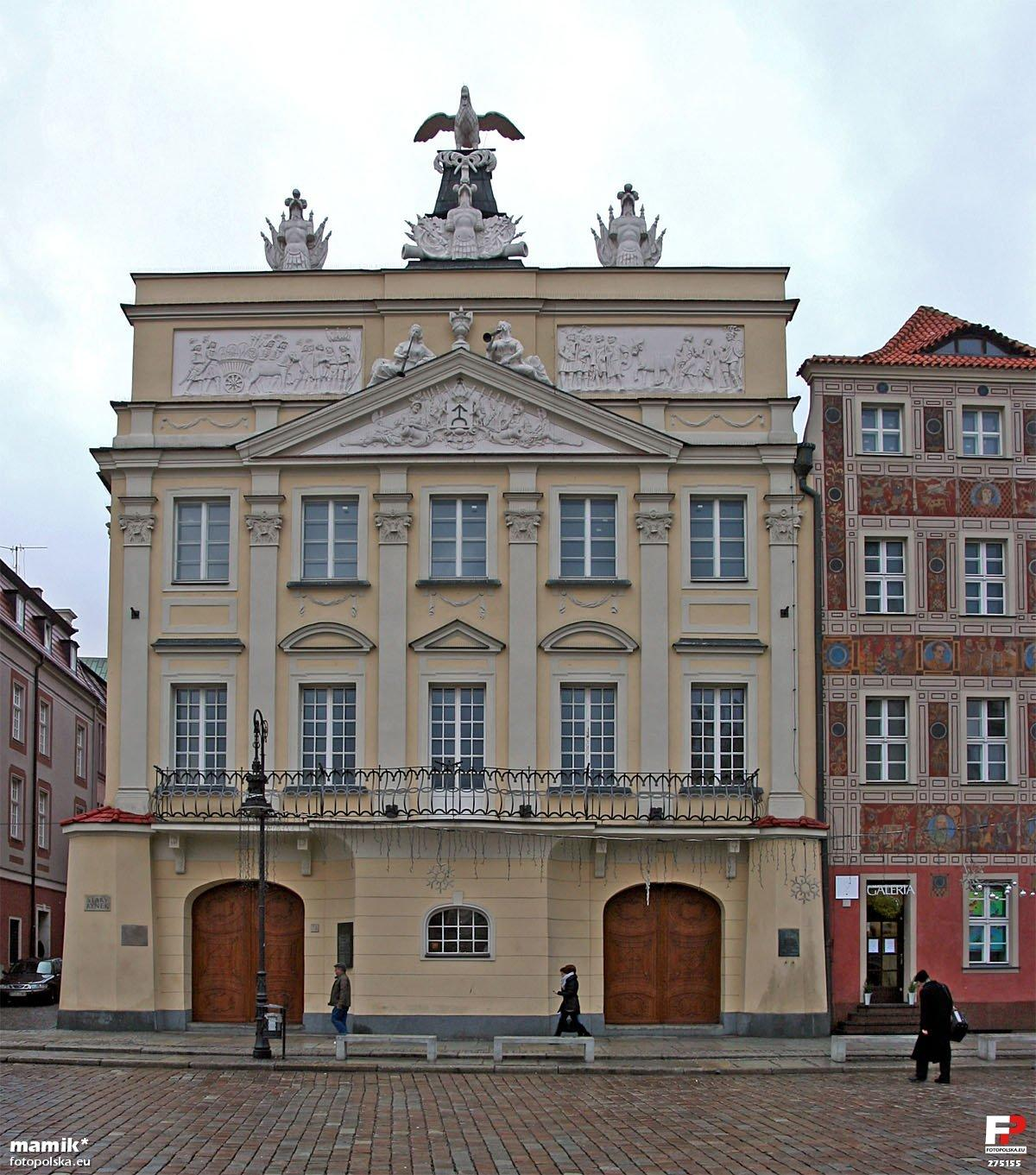
Познань, Палац Дзялинських

Дзялинські — польський шляхетський і рід. Виходять з роду Косьцєлєцьких.

## Представники
- Пйотр з Дзялиніна і Кутна (пом. по 1441) — добжинський підкоморій 1437—1441;
- Станіслав (1547—1617/1618) — хелмінський воєвода
- Анна Зофія — дружина Станіслава Потоцького[1]